# Plagiorhynchus (Plagiorhynchus) charadrii
Plagiorhynchus (Plagiorhynchus) charadrii is een soort in de taxonomische indeling van de Acanthocephala (haakwormen). De worm wordt meestal 1 tot 2 cm lang. Ze komen algemeen voor in het maag-darmstelsel van ongewervelden, vissen, amfibieën, vogels en zoogdieren.
De haakworm komt uit het geslacht Plagiorhynchus en behoort tot de familie Plagiorhynchidae. Plagiorhynchus (Plagiorhynchus) charadrii werd in 1939 beschreven door S. Yamaguti.